# WONDER MOMO-i 〜New recording〜
「WONDER MOMO-i 〜New recording〜」（ワンダー・モモーイ ニュー・レコーディング）は、桃井はるこの3枚目のシングル。ナムコのアクションゲーム『ワンダーモモ』のテーマソングのアレンジ・カバー楽曲。

## 概要
初出は2005年8月4日発売のプレイステーション2用ソフト「太鼓の達人とびっきりアニメスペシャル」で、アーケード版「太鼓の達人8・9」に限定収録された後、歌再録、再編曲を施した上でシングルとして発売されたものが本作である。
楽曲制作の経緯はナムコ側が桃井に「ゲーム『ワンダーモモ』のBGMに合わせて『ワンダーモモーイ』っていう曲を歌いませんか？」と持ちかけたことにあるといい、「私がヒロインになれちゃうの？！」という驚きをコンセプトに新たな歌詞が描き下されている（編曲は日本工業ブレイクの社歌を手掛けたmanzoが担当）。原曲となる原作ゲームメインテーマのボーカルアレンジ版では、ゲームの主人公であるモモの変身前と変身後をアイドルポップス系とハードロック系の二人の歌手の歌声によって表現していたが、この曲では桃井１人が全て歌唱を担当し、それまでのアニメ声による歌唱からハードロック系の力強い歌唱法に幅を広げるきっかけとなった。編曲のジャンルは異なり曲のテンポも終始一定で速いが、原作ゲーム中のジングルを曲中に取り入れる、「変身！」の掛け声と同時に曲調が転換する構成などは原曲を踏襲している。
秋葉原のヨドバシカメラでは2005年10月第4週のシングルチャート1位を記録した。

## 収録曲
1. Wonder Momo-i〜New recording〜
  - 作詞：桃井はるこ、作曲：NAMCO（弓達公雄）・桃井はるこ、編曲：manzo
2. Once Upon A Time〜Fariy Story〜
  - 作詞・作曲：桃井はるこ、編曲：manzo
3. Wonder Momo-i (オリジナル・カラオケ)
4. Once Upon A Time〜Fariy Story〜 (オリジナル・カラオケ)